# Walleniusrederierna

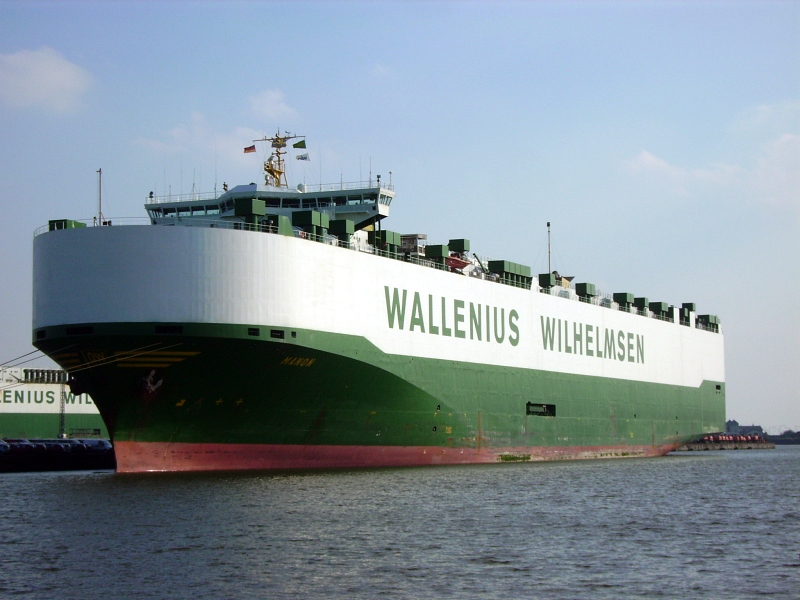
M/S Manon, ett av Walleniusrederiernas fartyg.

Walleniusrederierna grundades 1934 av Olof Wallenius och är idag ett svenskt företag  som är ett tongivande rederi för fordonsfrakt.

## Historik

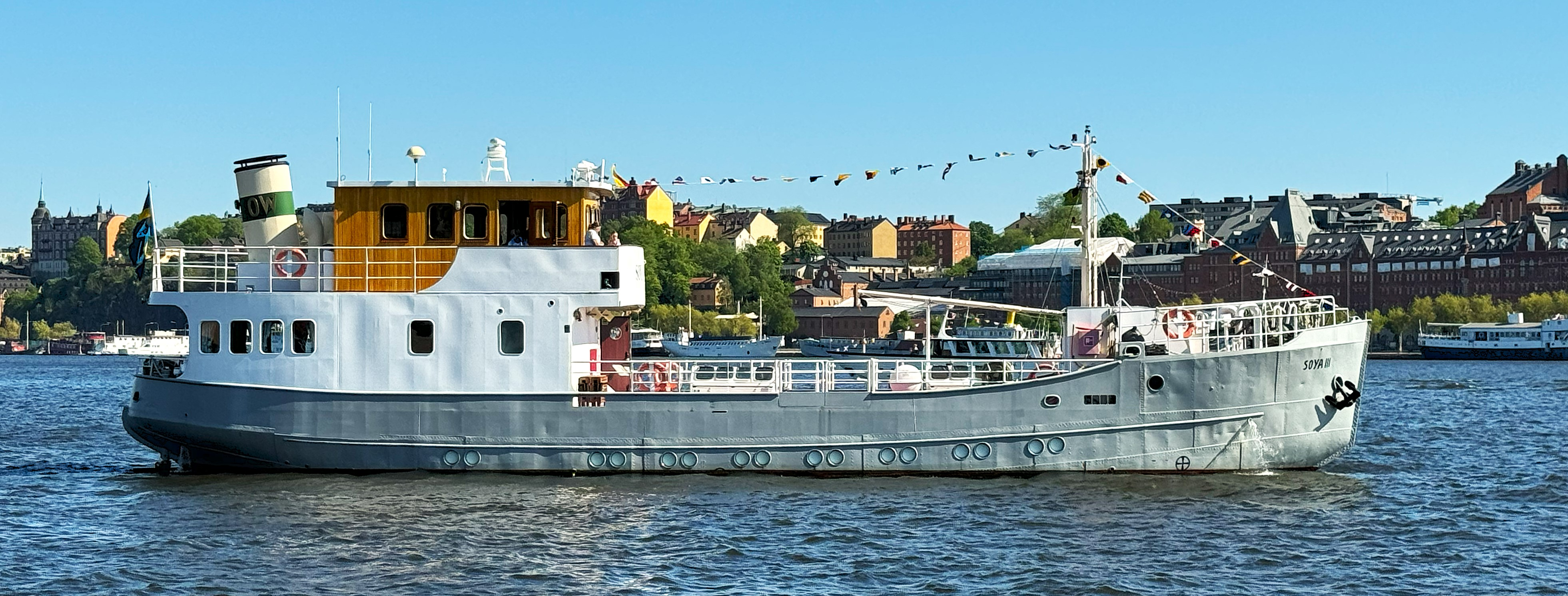
M/S Soya III, 1936. Soya III är numera konferens- och representationsfartyg för Walleniusrederierna, liksom S/S Björkfjärden.

Walleniusrederierna började 1934 med bildandet av Rederi AB Soya. De första fartygen var små kusttankrar som trafikerade Sverige och norra Europa. Lasten bestod huvudsakligen av vegetabilisk olja. Med åren blev tankfartygen större och lasten utökades med mineralolja.
Rederiet expanderade under andra världskriget, och endast ett Walleniusfartyg torpederades. Efter kriget ökade konsumtionen av oljeprodukter och Koreakriget 1950–1953 ökade efterfrågan på oceantransporter. Walleniusrederierna utvecklades under denna tid till stor bulktransportör, med bland annat malmtrafik från Sydamerika till USA. Rederiet började också med bilskeppningar med specialfartyg mellan Europa och USA.
Efter införande av container som enhetslast engagerade sig Walleniusrederierna i kombinerad bil- och containertrafik på Nordatlanten. Under 1970-talet sålde rederiet sin tankflotta och utvecklade högt specialiserade biltransportfartyg, så kallade Pure car and truck carriers, PCTC.  År 1999 bildade Walleniusrederierna, tillsammans med norska Wilh. Wilhelmsen ASA, världens första rederi specialiserat på fordons- och Ro-Ro-skeppningar, Wallenius Wilhelmsen Logistics. Det nya företaget tog över marknadsföring och all operativ verksamhet. Walleniusrederierna blev därefter primärt fokuserat på fartygsägande och ship management.

## Nuvarande struktur
Walleniusrederierna äger, driver och bemannar idag en flotta på ett 40-tal PCTC-fartyg som seglar under svensk, singaporiansk och amerikansk flagg. Fartygen chartras ut till det marknadsförande bolaget Wallenius Wilhelmsen Logistics. Ett större innehav är även delägandet av det koreanska rederiet EUKOR. Övriga verksamheter innefattar kortsjötrafik samt tjänster för fordonsindustrin.
Walleniusrederierna ägs av Rederi AB Soya, som är ett av familjeägt förvaltningsbolag i vilket Margareta Wallenius-Kleberg är största ägare och som också ägs av Jonas Kleberg (född 1963) och Annika Bootsman Kleberg (född 1965)..
Verkställande direktör i Walleniusrederierna var i oktober 2005 Lone Fønss Schrøder, och är sedan 2010 Anders Boman (född 1962). Styrelseordförande är Jonas Kleberg.

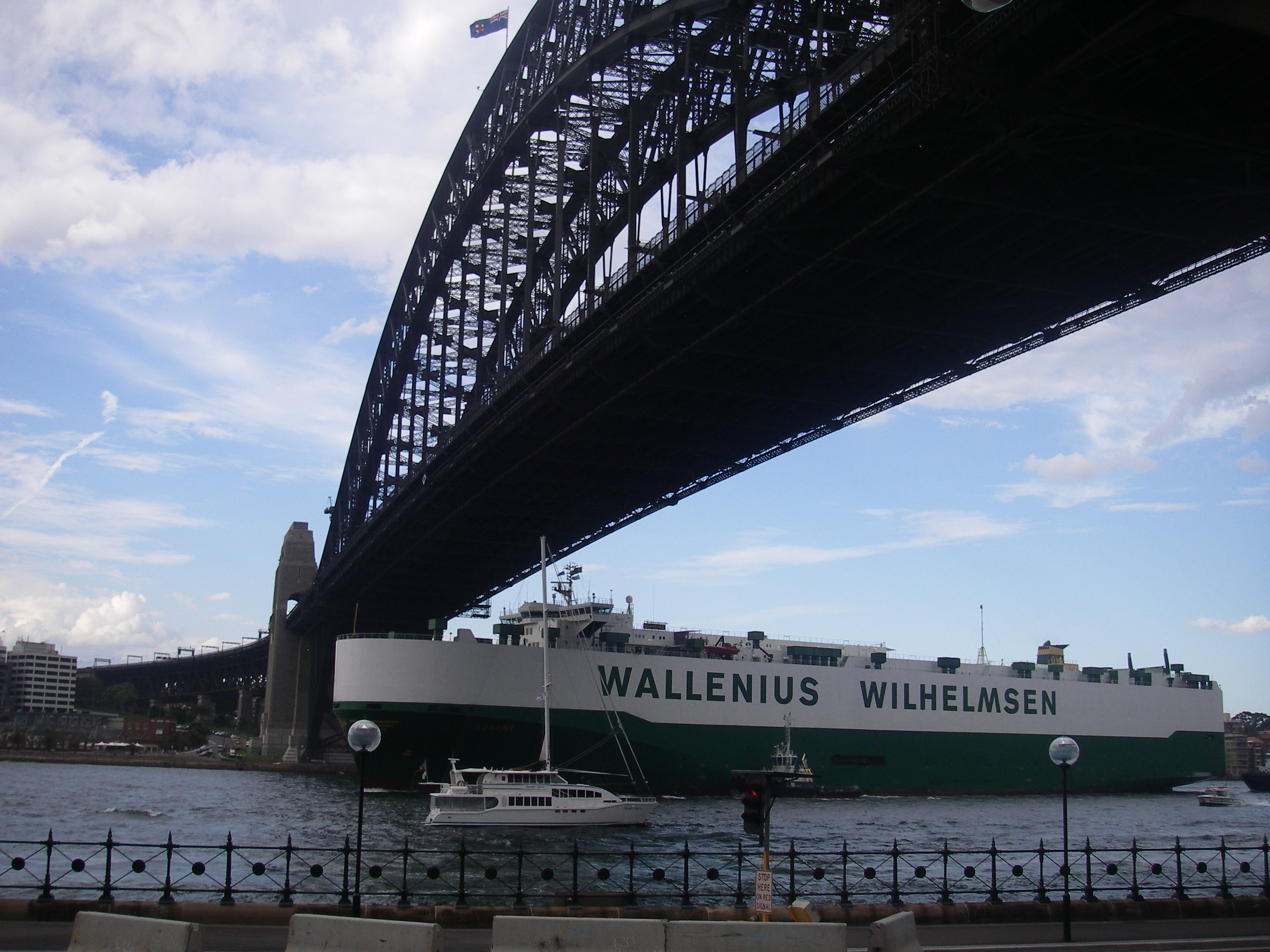
M/V Boheme under Sydney Harbour Bridge

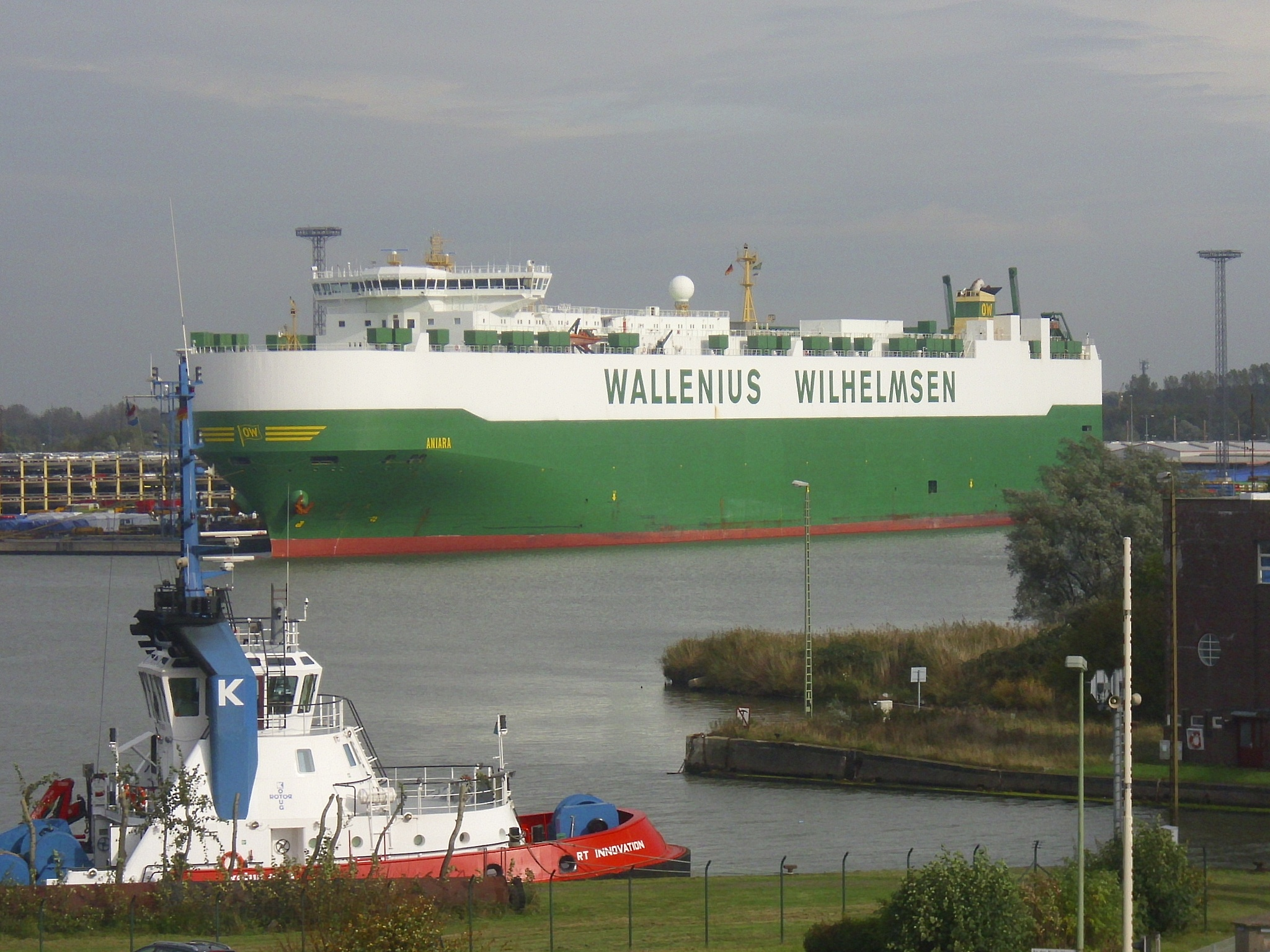
M/V Aniara (byggd 2008), som kan frakta 8 000 bilar.

## Svenskflaggade fartyg
- M/V Aida (2006) – byggd 2006, längd 199 m, bredd 32,3 m, djupgående 11 m.
- M/V Aniara (2008) – byggd 2008, längd 231,6 m, bredd 32,263 m, djupgående 11,3 m.
- M/V Carmen (2011) – byggd 2011, längd 227,8 m, bredd 32,3 m, djupgående 10,3 m.
- M/V Falstaff (1985) – byggd 1985, längd 199 m, bredd 32 m, lastar 5400 bilar.
- M/V Faust (2007) – byggd 2007, längd 227,8 m, bredd 32,3 m, djupgående 11 m.
- M/V Fedora (2008) – byggd 2008, längd 227,8 m, bredd 32,3 m, djupgående 11 m.
- M/V Fidelio (2007) – byggd 2007, längd 227,8 m, bredd 32,3 m, djupgående 11 m.
- M/V Figaro (2011) - byggd 2011, längd 227,8, bredd 32,3 m, djupgående 11,3 m
- M/V Mignon (1999) – byggd 1999, längd 227,9 m, bredd 32,3 m, djupgående 11 m.
- M/V Oberon (2008) – byggd 2008, längd 231,6 m, bredd 32,3 m, djupgående 11,3 m.
- M/V Otello (2006) – byggd 2006, längd 199 m, bredd 32,3 m, djupgående 11 m.
- M/V Tristan (1985) – byggd 1985, längd 198 m, bredd 32,3 m, djupgående 11,6 m.
- M/V Undine (2003) – byggd 2003, längd 227,9 m, bredd 32,3 m, djupgående 11 m.

## Samarbete med högskolor och universitet
Företaget är en av medlemmarna, benämnda Partners, i Handelshögskolan i Stockholms partnerprogram för företag som bidrar finansiellt till högskolan och nära samarbetar med den vad gäller forskning och utbildning.